# Sociaal recht
Sociaal recht is een rechtsgebied dat in België bestaat uit sociaal zekerheidsrecht en arbeidsrecht. In Nederland bestaat het sociaal recht uit arbeidsrecht, ambtenarenrecht en medezeggenschapsrecht.
Wat betreft het sociaal zekerheidsrecht bevindt dit rechtsgebied zich op het terrein van het publiekrecht, omdat het dan gaat om de verhouding tussen de gerechtigde van een sociale uitkering en de overheid. 
Op het terrein van het arbeidsrecht bevindt dit rechtsgebied zich op het terrein van het privaatrecht, omdat het daar gaat om de overeenkomst tussen de werkgever en de werknemer: de arbeidsovereenkomst.
Vanaf het einde van de 19de eeuw vormde het sociaal recht een geheel nieuwe categorie binnen het recht.